# Lukostřelba na Letních olympijských hrách 1904
Lukostřelba na Letních olympijských hrách 1904.

## Medailisté

### Muži
| Kategorie                               | Zlato                                                                                            | Stříbro                                                                                           | Bronz |
| --------------------------------------- | ------------------------------------------------------------------------------------------------ | ------------------------------------------------------------------------------------------------- | --- |
| Double York Round (100 - 80 - 60 yd)    | George Bryant (USA)                                                                              | Robert Williams (USA)                                                                             | William Thompson (USA)                                                                                   |
| Double American Round (60 - 50 - 40 yd) | George Bryant (USA)                                                                              | Robert Williams (USA)                                                                             | William Thompson (USA)                                                                                   |
| Družstvo Round 60 yd                    | Spojené státy americké (USA) · William Thompson · Robert Williams · Louis Maxson · Galen Spencer | Spojené státy americké (USA) · Charles Woodruff · William Clark · Charles Hubbard · Samuel Duvall | Spojené státy americké (USA) · George Bryant · Wallace Bryant · Cyrus Edwin Dallin · Henry B. Richardson |

### Ženy
| Kategorie                               | Zlato | Stříbro                                                        | Bronz                   |
| --------------------------------------- | --- | -------------------------------------------------------------- | ----------------------- |
| Double National Round (60 - 50 yd)      | Matilda Howellová (USA)                                                                                     | Emma Cookeová (USA)                                            | Jessie Pollocková (USA) |
| Double Columbia Round (50 - 40 - 30 yd) | Matilda Howellová (USA)                                                                                     | Emma Cookeová (USA)                                            | Jessie Pollocková (USA) |
| Družstvo Round                          | Spojené státy americké (USA) · Matilda Howellová · Jessie Pollocková · Laura Woodruffová · Leonie Taylorová | Spojené státy americké (USA) · Emma Cookeová · Mabel Taylorová | Nebyla udělena          |

## Medailové pořadí
| Pořadí | Země                   | Zlato | Stříbro | Bronz | Celkově |
| ------ | ---------------------- | ----- | ------- | ----- | ------- |
| 1.     | Spojené státy americké | 6     | 6       | 5     | 17      |